# 바르폴루주

바르폴루주

바르폴루주(영어: Gbarpolu County)는 라이베리아 북부에 위치한 주로 주도는 보풀루이며 면적은 9,689km2, 인구는 83,758명(2008년 인구 조사 기준), 인구 밀도는 8.6명/km2이다. 2001년 로파주에서 분리되어 신설되었다. 서쪽으로는 그랜드케이프마운트주, 남서쪽으로는 보미주, 남쪽으로는 봉주, 동쪽과 북쪽으로는 로파주와 접하며 북서쪽으로는 시에라리온과 국경을 접한다. 6개 구를 관할한다.